# Ramazan Yildirim
Ramazan Yildirim (* 7. September 1975 in Peine) ist ein ehemaliger deutscher Fußballspieler und heutiger -Fußballtrainer und Sportdirektor. Er spielte auf der rechten Außenbahn bevorzugt im Mittelfeld.

## Spielerkarriere
Ramazan Yildirim spielte bereits in der B- und A-Jugend drei Jahre lang bei Eintracht Braunschweig. Nach mehreren Vereinswechseln konnte der Mittelfeldspieler, der auch defensiv eingesetzt wurde, bei Jahn Regensburg und Rot-Weiss Essen mit dem Aufstieg in die Zweite Liga seinen ersten großen Erfolg feiern.
Nach der ersten Zweitligasaison, die für RWE mit dem Abstieg endete, wechselte Yildirim zur Saison 2005/06 zum ehemaligen Ligakonkurrenten Kickers Offenbach, wo er bis Ende der Saison 2006/07 blieb.
Im September 2007 nahm ihn erneut Eintracht Braunschweig unter Vertrag. Im Juni 2008 unterschrieb Yildirim beim damaligen Drittligisten einen neuen Kontrakt bis 2009. Nach Ablauf der Saison begann Yildirim bei Eintracht Braunschweig seine Trainertätigkeit direkt im Anschluss seiner Karriere.

## Trainerkarriere
Nach seiner Zeit als Aktiver wurde Yildirim zunächst Co-Trainer der U23 von Eintracht Braunschweig und Co-Trainer der U19, mit der Absicht, den Beruf von Grund auf kennenzulernen. Später übernahm er das Amt des Cheftrainers der U19. Am 6. Juli 2011 wurde Yildirim Trainer der U23 von Rot-Weiss Essen. Am 12. Dezember 2011 stellte ihn der Nord-Regionalligist VfB Lübeck als neuen Cheftrainer vor. Parallel zum Job in Lübeck schloss er seine Prüfungen zum Fußball-Lehrer mit Bestnoten ab. Am 13. Dezember 2012 musste er aufgrund massiver wirtschaftlicher Probleme (Insolvenz) im Verein freigestellt werden. Zur Saison 2013/14 verpflichtete der West-Regionalligist Sportfreunde Lotte Yildirim als neuen Trainer. Nach der knapp verpassten Relegation der Sportfreunde in der Saison zuvor konnte er auf Anhieb für einen neuen Rekord des Vereins sorgen. Ihm gelang der beste Start der Vereinsgeschichte. Auf dem 2. Tabellenplatz ging es in die Winterpause. Vor Beginn der Rückrunde trennte man sich aufgrund verschiedener Ansichten.
Yildirim wechselte im Dezember 2014 als Co-Trainer zum türkischen Spitzenclub Fenerbahçe Istanbul und feierte dort an der Seite von Ismail Kartal die Vize-Meisterschaft. Aufgrund der Neuausrichtung bei Fenerbahçe trennten sich die Wege.
Helmut Hack holte Yildirim im Sommer 2015 als Chefscout zur SpVgg Greuther Fürth., ehe er ab Januar 2016 als Sportdirektor fungierte.
Im Dezember 2020 folgte er dem Ruf von Felix Magath zu Flyeralarm Global Soccer. Yildirim war dabei als technischer Direktor für den FC Flyeralarm Admira verantwortlich und es gelang der Klassenerhalt in der 1. Bundesliga.
Ramazan Yildirim erstellt Positionsprofile und eine eigene Struktur zur Spielanalyse für den Spitzenfußball und ergründet einhergehend die Fußballsprache verschiedener Länder für taktische Erkenntnisse.

## Erfolge
als Spieler
- Aufstieg in die 2. Bundesliga mit Rot-Weiss Essen
- Aufstieg in die 2. Bundesliga mit Jahn Regensburg
- Pokalsieger Niedersachsen, Schleswig-Holstein, Bayern, Nordrhein-Westfalen

als Trainer
- Pokalsieger Schleswig-Holstein
- Vizemeister mit Fenerbahce Istanbul